# Leuckartiara grimaldii
Leuckartiara grimaldii is een hydroïdpoliep uit de familie Pandeidae. De poliep komt uit het geslacht Leuckartiara. Leuckartiara grimaldii werd in 1936 voor het eerst wetenschappelijk beschreven door Ranson. 